# Jenna Elfman
Jenna Elfman (születési nevén Butala, 1971. szeptember 30.) amerikai színésznő, akinek legismertebb szerepe Dharma az ABC Dharma és Greg című vígjátéksorozatából, amiért Golden Globe-díjat nyert és kétszer jelölték Emmy-díjra.

## Élete
Apai ágon lévő nagybácsija Tony Butala, a The Lettermen énekegyüttes énekese. Apja révén horvát származású. Római katolikus hitben nevelkedett. Egy évig a St. Genevieve High School középiskolába járt, majd a Los Angeles County High School for the Arts iskolában érettségizett. Tanulmányait a northridge-i Kaliforniai Egyetemen (CSUN) folytatta.

## Magánélete
1991 februárjában ismerkedett meg Bodhi Pine Elfmannel egy Sprite-reklám meghallgatásán. 1995. február 18.-án házasodtak össze.
Szcientológus vallású. Akkor tért át a vallásra, amikor Bodhi Elfman-nel megismerkedett; Bodhi akkoriban ugyanis szcientológus volt. A párnak két gyermeke van.

## Filmográfia

### Film
| Év   | Magyar cím                         | Eredeti cím                  | Szerep                 | Magyar hang     |
| ---- | ---------------------------------- | ---------------------------- | ---------------------- | --------------- |
| 1997 | Otthon, véres otthon               | Grosse Pointe Blank          | Tanya                  |                 |
| 1998 |                                    | Dr. Dolittle                 | Owl                    |                 |
| 1998 | Buli az élet                       | Can't Hardly Wait            | Az angyal              |                 |
| 1998 |                                    | Krippendorf's Tribe          | Prof. Veronica Micelli |                 |
| 1999 | Ed TV                              | EDtv                         | Shari                  | Mezei Kitty     |
| 1999 |                                    | Venus                        | Venus                  |                 |
| 2000 | Plüssmaci kalandjai                | The Tangerine Bear           | Lorelei                |                 |
| 2000 | Cyberworld                         | CyberWorld                   | Phig                   |                 |
| 2000 | Ég velünk!                         | Keeping the Faith            | Anna Riley             | Kiss Eszter     |
| 2001 | Félrelépősdi                       | Town & Country               | Auburn                 | Náray Erika     |
| 2003 | Bolondos dallamok – Újra bevetésen | Looney Tunes: Back in Action | Kate Houghton          | Kiss Eszter     |
| 2004 | Clifford nagyon nagy kalandja      | Clifford's Really Big Movie  | Dorothy (hang)         |                 |
| 2005 |                                    | Touched                      | Angela Martin          |                 |
| 2005 |                                    | What's Hip, Doc?             | Supermodel (hang)      |                 |
| 2008 |                                    | Struck                       | Pregnant date          |                 |
| 2009 | Apám hat neje                      | The Six Wives of Henry Lefay | Ophelia                |                 |
| 2009 |                                    | Love Hurts                   | Darlene                |                 |
| 2011 | Barátság extrákkal                 | Friends with Benefits        | Annie Harper           | Szávai Viktória |
| 2014 |                                    | Big Stone Gap                | Miss Iva Lou Wade      |                 |
| 2016 |                                    | Barry                        | Kathy Baughman         |                 |

## További információ
- Hivatalos oldal
- Jenna Elfman a Facebookon
- Jenna Elfman a PORT.hu-n (magyarul)
- Jenna Elfman az Internet Movie Database-ben (angolul)
- Jenna Elfman a Rotten Tomatoeson (angolul)